# Переселение грузин в Османскую империю

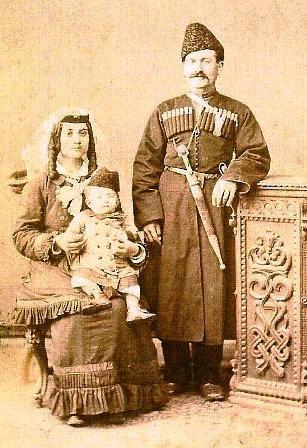
Грузинская семья, переселившаяся в Стамбул после Русско-турецкая война (1877–1878).

Переселение грузин в Османскую империю — массовое переселение грузин с исторических грузинских земель, перешедших под контроль Российской империи в XIX веке, на территории, находившиеся под властью Османской империи. Эти миграции происходили преимущественно после Русско-турецких войн 1828–1829 и 1877–1878 годов и регулировались условиями мирных договоров между Османской империей и Российской империей. Основную часть переселенцев составляли мусульмане-грузины, в то время как меньшинство представляли католики-грузины. В грузинской историографии эти массовые перемещения известны под термином «Мухаджироба» (груз. მუხაჯირობა), происходящим от арабского слова «мухаджир», что в переводе означает «переселенец» или «эмигрант».
Из-за недостаточности научных исследований точные регионы, куда переселялись первые группы мигрантов, до сих пор остаются неустановленными. Однако после завершения войны 1877–1878 годов значительное число мусульман-грузин было расселено на обширной территории Османской империи, включая такие провинции, как Гиресун, Орду, Самсун, Синоп, Амасья, Токат, Дюздже, Сакарья, Измит, Стамбул, Балыкесир, Бурса. Католики-грузины, в отличие от мусульманских переселенцев, обосновались исключительно в Стамбуле, что сделало этот город единственным центром их проживания на территории Османской империи.

## Переселение 1829 года
Османская империя постепенно захватила значительную часть исторической Грузии в течение XVI века. Эти завоевания, известные в османской истории как Османские походы в Грузию, были завершены в 1578 году, после чего были составлены подробные кадастровые записи под названием Грузинский вилайет. Эти документы показывают, что население региона в основном состояло из христиан, однако уже начался процесс исламизации.
Во время Русско-турецкая война (1828—1829) население Самцхе-Джавахети в основном состояло из мусульман, хотя присутствовало и католическое грузинское меньшинство. В этой войне российские войска продвинулись до Карса, нанеся тяжелое поражение Османской империи. В соответствии с условиями Адрианопольский мир (1829), Османская империя уступила территории, захваченные в 1578 году, Российской империи. Статья 13 договора регулировала переселение между двумя империями, предоставляя амнистию участникам войны и предоставляя 18-месячный срок для желающих эмигрировать. Хотя точных данных нет, известно, что значительное количество мусульман-грузин переселилось, и в грузинской литературе это переселение называют «Мухаджироба». Грузинский историк и исследователь Захарий Чичинадзе в своей работе о переселении мусульман-грузин писал, что из региона эмигрировало 5 000 семей.
С другой стороны, из районов, занятых русскими во время войны и возвращенных османам по Адрианопольскому договору, также произошло массовое переселение армян и католиков-грузин. Армянские переселенцы были размещены российскими властями в опустевших деревнях региона Самцхе-Джавахети. Католики-грузины из деревни Вели, ныне находящейся в районе Ханак и известной как Севимли, переселились в Джавахети, где основали деревни Бавра, Хульгумо, Картиками и Турцхи.

## Переселение 1861 года
Католицизм начал распространяться среди православных грузин в XIII веке. В 1240 году Папа Григорий IX отправил францисканских монахов к грузинской царице Русудан. Позже к ним присоединились доминиканские священнослужители, и в Тбилиси был построен монастырь. В результате деятельности миссионеров католическая вера распространилась не только в Тбилиси, но и в регионе Месхетия.
После завоевания османами грузинских территорий в XVI веке власти Османской империи начали принуждать католиков-грузин к принятию армянского обряда. В результате в католические грузинские церкви стали назначать армянских священников, что привело к частичной арменизации католиков-грузин.
После Русско-турецкая война (1828—1829) и оккупации региона Самцхе-Джавахети русскими, католики-грузины также подверглись давлению со стороны российских властей, что вынудило часть из них переселиться в Стамбул, где они основали грузинскую католическую церковь Бомонти.

## Переселение 1879 года

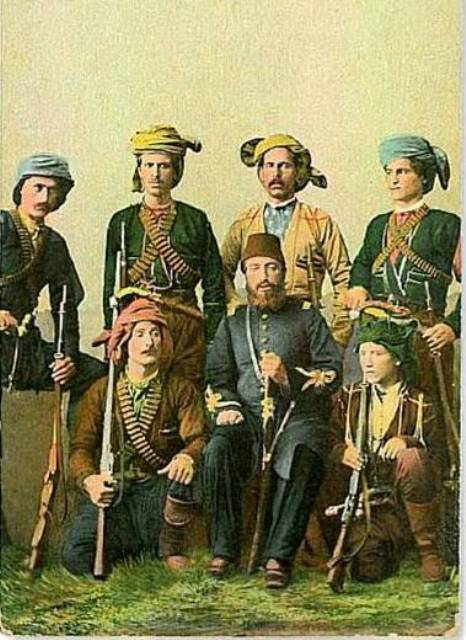
Али Паша Тавдгиридзе и грузинские ополченцы. Он сыграл важную роль в поощрении переселения мусульман-грузин и их размещении в Османской империи после Русско-турецкая война (1877–1878).

Вторая крупная волна миграции мусульманских грузин произошла после Русско-турецкой войны 1877–1878 годов. В результате поражения Османская империя уступила значительную часть грузинских территорий, завоеванных в первой половине XVI века, Российской империи согласно условиям Берлинского договора 1878 года. На этих землях российские власти создали Карсскую область и Батумскую область. Однако миграция мусульманских грузин происходила в основном из Батумской области и некоторых уездов Карсской области, где грузины сохраняли свою этническую идентичность при османском правлении.
Условия миграции были определены Константинопольским миром между Османской империей и Российской империей, подписанным 8 февраля 1879 года. Согласно 7-й статье договора, жители переданных России территорий, желающие покинуть их, могли свободно продавать своё недвижимое имущество и покинуть регион в течение трёх лет с момента ратификации договора. По истечении этого срока те, кто не покинул территорию и не продал своё имущество, автоматически становились подданными Российской империи. Позднее этот срок был продлён ещё на один год. 8-я статья договора предусматривала, что ни одна из сторон не будет преследовать лиц, сотрудничавших с армиями воюющих империй во время войны. Кроме того, если семьи желали последовать за российскими войсками, османские власти не имели права им препятствовать.
Хотя грузинская миграция часто объясняется религиозными причинами, полковник российской Кавказской армии Григол Орбелиани в письме к князю Святополк-Мирскому, заместителю наместника Кавказа по гражданским делам, в ноябре 1879 года утверждал, что основными причинами миграции были не религиозный фанатизм, а бюрократическая неэффективность и коррупция.
Кроме того, местные улемы и беки в Батумской области, включая Али Паша Тавдгиридзе, призывали население эмигрировать в Османскую империю, не оставаясь под российским правлением. Однако грузинские ополченцы, успешно противостоявшие российским войскам на линии Батум-Чюрюксу, отказались сложить оружие в знак протеста против передачи их земель России. В ответ Ибрагим Дервиш-паша насильственно отправил женщин и детей на кораблях в Османскую империю, чтобы вынудить ополченцев эмигрировать.
В книге Очерки Чурук-су и Батума, опубликованной на русском языке в 1879 году, Александр Франкель писал, что османские власти вынуждали население Чюрюксу эмигрировать. Согласно газете Дроэба, опубликованной 10 сентября 1879 года, османский офицер Дервиш-паша насильно отправил мусульманских грузин из Чюрюксу в Османскую империю. Франкель также сообщает, что османские власти насильно сажали людей на корабли и отправляли в Османскую империю. Жители Кобулети оказали сопротивление, и 14-15 августа 1879 года между османскими солдатами и местными жителями произошли столкновения, после чего османские власти были вынуждены отказаться от принудительной миграции. 
По данным подполковника Русской Кавказской армии Лисовского, за трёхлетний период из Батума и его окрестностей переселилось около 38 тысяч человек, что составляло примерно треть местного населения. Наибольшее число переселенцев было из регионов, наиболее пострадавших от войны. Около двух третей населения северной части Батума, половина жителей Гонио и Нижней Аджарии покинули свои дома. В долинах Кинтриши и Мачахели до 90 % населения переселилось. Меньше всего переселений было из Верхней Аджарии, Ардануча и Шавшети. Большинство переселенцев отправлялись из Батумского порта в Трабзон, где значительная их часть оставалась без жилья. Из-за тяжёлых условий около 4 тысяч человек вернулись на свои родные земли.
Грузинский историк и исследователь Захарий Чичинадзе в 1891–1893 годах собирал сведения о переселении мусульман-грузин с исторических грузинских территорий, отошедших Российской империи. По данным Чичинадзе, собранным в 1890 году, из районов Чуруксу и Чакви переселилось 10-12 тысяч человек, из Батума – 5 тысяч, из Кахабери – 3 тысячи, из долины Мачахели – 30 тысяч, из Нижней Аджарии – 10 тысяч, из Верхней Аджарии – 8 тысяч, из долины Лигани – 25 тысяч, из долины Мургул – 8 тысяч, из Имерхеви – 5 тысяч, из Шавшата – 10 тысяч, из Ардахана – 25 тысяч, из района Ольту – 25 тысяч, из долины Чхала – 500 человек, из Артвина – 4 тысячи человек.
Чичинадзе также привёл списки грузинских деревень в районах Кобулети (Чуруксу), Нижней и Верхней Аджарии, долин Мургул, Ливана, Мачахели и Имерхеви, указав количество домохозяйств, покинувших каждую деревню.
Батуми и Чуруксу занимают важное место в литературе, посвящённой переселению грузин. Дервиш-паша сыграл важную роль в организации переселения и размещении грузин в районе Орду и его окрестностях. В своей книге Очерки Чурук-су и Батума (1879) Александр Френкель утверждает, что османские власти вынуждали местных жителей переселяться, задерживая передачу территории России и насильственно отправляя женщин и детей.
Газета Дроэба также сообщала, что османские власти насильственно переселяли местных жителей, и упоминала о столкновениях между османскими войсками и населением 14-15 августа 1879 года, что привело к прекращению насильственной депортации.